# ジェームズ・R・シュレシンジャー
ジェームズ・ロドニー・シュレシンジャー（James Rodney Schlesinger, 1929年2月15日 - 2014年3月27日）は、アメリカ合衆国の政治家。リチャード・ニクソン政権及びジェラルド・R・フォード政権で12代目アメリカ合衆国国防長官、ジミー・カーター政権で初代アメリカ合衆国エネルギー長官を務めた。

## 生い立ち及び経歴
1929年2月15日にニューヨーク州ニューヨークでユダヤ系の家庭に誕生し、ハーバード大学経済学部で学士号（1950年）・修士号（1952年）・博士号（1956年）を得た。彼は1955年から1963年までバージニア大学で経済学を教え、1960年には『The Political Economy of National Security』を出版した。1963年にはシンクタンクのランド・コーポレーションに移り、同社で戦略研究部長として1969年まで働いた。

## リチャード・ニクソン政権への参加
1969年にシュレシンジャーはアメリカ合衆国行政管理予算局次長補（主に国防問題担当）を振り出しにリチャード・ニクソン政権の要職を歴任した。

### アメリカ原子力委員会委員長
1971年にアメリカ原子力委員会委員長に任命され、原子力委員会の業務改善のため広範囲な組織改編を行った。また、同年11月6日にはアラスカ州アムチトカ島で行われた、過去最大級の地下核実験（カニキン）の爆発に立ち会った。アメリカ国内でも爆発による環境への影響などが懸念された核実験であったが、現地に妻と2人の娘を同伴させて安全性をPRした。

### アメリカ合衆国中央情報長官
1973年2月2日に彼はウォーターゲート事件の調査妨害を拒否したために解任されたリチャード・ヘルムズの後任として9代目中央情報長官（CIA長官）に就任した。彼は経済学者であり、諜報活動の実務経験は皆無であったが、予算局次長補時代にアメリカのインテリジェンス・コミュニティーの組織改編などに取り組んでおり、その手腕を期待されていた。伝えられるところによれば、シュレシンジャーが長官に就任して最初に語った言葉は「私はリチャード・ニクソンを締め上げないことを確かめるためにここにいる。」というものであった。原子力委員会同様に包括的な組織の人員変更を試みた。この時まで彼はタフで率直な行政官と見なされていた。かなりの人員削減と組織改変を行って反発を買い、警備局は局内に掲げられている肖像画にいたずら防止のための監視テレビカメラを取り付けた。

### アメリカ合衆国国防長官
1973年7月2日に44歳で12代目アメリカ合衆国国防長官に就任した。その若さにもかかわらず政権内での信頼はアメリカ合衆国国防長官が適任であると考えられた。
アメリカ合衆国国防長官の任期中に彼は徴兵忌避者の恩赦に反対し、より精巧な核兵器システムの開発を要求した。さらにA-10及び軽量戦闘機（後のF-16戦闘機）の開発プログラムを支援し、両機は後に正式採用された。またアメリカ国防総省に総合評価局を創設し、ランド・コーポレーション時代の部下であるアンドリュー・マーシャルを局長に抜擢した。

## アメリカ合衆国国防長官の解任
対ソビエト連邦への強硬論者であり、しばしばキッシンジャー国務長官と対立した。
1975年11月にジェラルド・フォード大統領はその「よそよそしく、しばしば尊大な態度」から彼を解任した。

## その後の経歴
1977年8月から1979年8月までのジミー・カーター大統領時代に初代アメリカ合衆国エネルギー省長官を務めた。
2014年3月27日に肺炎に伴う合併症のため死去した。85歳であった。